# Josip Smodlaka
Josip Smodlaka (9. listopadu 1869 Imotski – 31. května 1956) byl jugoslávský politik chorvatské národnosti.

## Biografie
Vystudoval právo v Záhřebu a Grazu. Poté pracoval jako sekretář obce Imotski. Vstoupil do Strany práva, kde se potkal s řadou významných chorvatských politiků své doby. V roce 1905 založil Chorvatskou demokratickou stranu. Působil jako poslanec Dalmatského zemského sněmu.
Byl poslancem předlitavské Říšské rady, kde zastupoval Dalmácii. Byl sem zvolen v doplňovacích volbách roku 1910. Nastoupil sem 24. listopadu 1910 místo Frane Buliće. Zastupoval obvod Dalmácie 6 a byl nezařazeným poslancem. Za týž obvod uspěl i v řádných volbách do Říšské rady roku 1911. Nyní usedl do poslanecké frakce Dalmatský klub.
Rovněž ale podporoval myšlenku jednoty Jižních Slovanů a dobře se znal s Tomášem Garriguem Masarykem. Ve Vídni byl autorem několika protirežimních proslovů a Rakousko-Uhersko mimo jiné označil za stát žebráků.[zdroj?] Na chorvatské politické scéně spolupracoval s Svetozarem Pribičevićem, Ante Trumbićem a Stjepanem Radićem. Nedlouho po vypuknutí první světové války byl uvězněn za prosrbské názory.
V roce 1918 zastával po několik dní funkci starosty Splitu, krátce na to se však stal hlavou provinční vlády v Dalmácii a rovněž i poslancem národní rady Království Srbů, Chorvatů a Slovinců. Přestože Smodlaka nadšeně podporoval myšlenku vzniku jednotného státu jižních Slovanů a vítal srbské vojáky po skončení války s otevřenou náručí,[zdroj?] měl jisté výhrady k tomu, jakou cestou se tento stát ubíral. Jakmile byla sestavena první vláda Království Srbů, Chorvatů a Slovinců, v jejímž čele stál Stojan Protić, byl Smodlaka ostře proti, neboť očekával vládu sestavenou Nikolou Pašićem, matadorem tehdejší srbské politiky. Považoval královské rozhodnutí o vládě, sestavené Protićem za pokus o státní převrat.
V roce 1936 chtěl národnostní otázku Jugoslávie řešit vytvořením čtyř územních jednotek (slovinské, chorvatské, srbské a dinárské), které by požívaly značnou část autonomie. Do jisté míry tím předpověděl vznik Chorvatské bánoviny v roce 1940.
Po vypuknutí Dubnové války, která ho zastihla ve Splitu, se přidal k jugoslávským partyzánům. Zastával funkci předsedy ilegálního výboru komunistů pro město Split. Byl zvolen za poslance Antifašistického sněmu AVNOJ a rovněž i jeho chorvatské obdoby, ZAVNOH. Zajímavostí je, že jeho píseň Slobodarka z počátku 20. století nalezla mezi partyzány rychle odezvu a stala se jednou z hymen boje proti okupantům – nicméně již pod jiným názvem, a to první sloky: Padaj silo i nepravdo.
Po skončení války zastával pozici Ministra bez portfeje. Byl rovněž jugoslávským zástupcem při vyjednávání s Itálií ohledně rozhraničení sporných území. Po řadě neúspěchů se nicméně rozhodl tuto pozici opustit a stáhnout se z veřejného života.

## Díla
- Posjet apeninskim Hrvatima: putne uspomene i bilješke, Hrvatska knjižarnica, Zadar, 1906
- Jugoslav territorial claims; lecture delivered by J. Smodlaka ... at a meeting of the Union des grandes associations françaises contre la propagande ennemie, on Tuesday, March 11th, 1919., Lang, Blanchong & co's printing, Paříž, 1919
- Les revendications territoriales yougoslaves; conférence de m. Smodlaka ... faite à la séance de l'Union des grandes associations françaises contre la propagande ennemie, du mardi 11 mars 1919., Lang, Blanchong & cie, Paříž, 1919
- Nacrt jugoslovenskog ustava, Hrvatski štamparski zavod, Záhřeb-Bělehrad, 1920
- O razgraničenju Jugoslavije s Italijom, Izd. Nove Jugoslavije, Bělehrad, 1944
- Imena mesta i meštana na tlu Jugoslavije, Novo doba, Split, 1946

### Posmrtná vydání
- Partizanski Dnevnik, Nolit, Beograd, 1972
- Zapisi dra Josipa Smodlake, (editor: Marko Kostrenčić), JAZU, Zagreb, 1972
- Izabrani spisi, (vybrali a sestavili: Ivo Perić a Hodimir Sirotković), Književni krug, Split, 1989